# Максим Берније
Максим Берније (енгл. Maxime Bernier; Сен Жорж, 18. јануар 1963) канадски је политичар који је оснивач и лидер Народне партије Канаде. Бивши је члан Конзервативне партије Канаде које је напустио 2018. да би формирао Народну партију. Био је члан парламента за изборну јединицу Боус (енгл. Beauce) од 2006. до 2019. и служио је као министар у влади премијера Стивена Харпера.

## Биографија
Пре него што је ушао у политику, Берније се бавио правом, финансијама и банкарством. Први пут је изабран у Доњи дом као конзервативац на изборима 2006. године у истој изборној јединици који је његов отац, Жил Берније, представљао од 1984. до 1997. године. Берније је имао бројне портфеље у кабинету премијера Стивена Харпера. Био је министар индустрије од 2006. до 2007. пре него што је унапређен у министра спољних послова све док није поднео оставку 2008. пошто није успео да обезбеди поверљиве документе. Наставио је да делује као посланик у задњој клупи до 2011. године, када је именован за државног министра за мала предузећа и туризам. После избора 2015, док конзервативци више нису били на власти, Берније је поново изабран за посланика.
Берније се кандидовао за вођство Конзервативне партије на изборима за руководство 2017. године. Након што је у 12 кругова гласања водио против коначног победника Ендруа Шира, спао је на друго место са преко 49 одсто у 13. кругу. Петнаест месеци касније, у августу 2018, Берније је поднео оставку из Конзервативне партије да би створио сопствену странку, Народну партију Канаде, наводећи као разлог неслагање са Шировим вођством. Изгубио је своје посланичко место на изборима 2019. од конзервативца Ришара Лехуа, чиме је окончано парламентарно представљање Народне партије. Берније се касније кандидовао на допунским изборима за Јорк центар у октобру 2020, али је био четврти, освојивши 3,56 одсто гласова. Изгубио је од Лехуа у Боусу други пут на изборима 2021. године. У јуну 2023. кандидовао се на допунским изборима за изборну јединицу Портаж–Лисгар и заузео друго место.
Берније заузима економске либертаријанске ставове о питањима као што су супротстављање управљању снабдевањем у канадској млечној индустрији и владиним субвенцијама за арене. Берније је против масовне имиграције у Канаду, подржава укидање Закона о мултикултурализму и одбацује научни консензус о климатским променама. Током пандемије КОВИД-19 у Канади, Берније се противио обавезним вакцинацијама, мерама јавног здравља и присуствовао многим протестима против мера закључавања; ухапшен је због кршења наредби јавног здравља на скупу у Манитоби.